# 올레흐 솁첸코
올레흐 예브헤노비치 솁첸코(우크라이나어: Олег Євгенович Шевченко, 1988년 4월 23일, 우크라이나 SSR ~ )는 우크라이나의 전 축구 선수였으며, 포지션은 골키퍼였으며, 데스나 체르니히우에서 활동했다.

## 경력
Slavutych에서 경력을 시작한 올레흐 솁첸코의 첫 번째 코치는 살레이 올렉산드르 미하일로비치였다.  2008년 그는 Yednist Plysky로 이적하여 2013년까지 머물면서 35경기를 뛰었다.2009년 그는 Yednist Plysky 2에서 뛰었고 우크라이나 풋볼 아마추어 리그에서 우승했다.2009-10 시즌에 그는 Yednist Plysky의 팀에 참여하여 샤흐타르 도네츠크와의 우크라이나컵 1/8 라운드에 진출했다.  2010-2011 시즌에 그는 체르니히우 오블라스트 풋볼 컵에서 아마추어 축구 클럽 Yednist Plysky 2에서 뛰었다.  2013년 그는 체르니히우주의 메인 클럽인 데스나 체르니히우로 이적하여 2017년 말까지 이곳에서 뛰었다.  2018년에 그는 우크라이나 2부 리그의 Polissya Zhytomyr로 이적했다.

## 명예

### 데스나 체르니히우
- 페르샤 리하: 2017-18
- 페르샤 리하: 러너업 2016-17

### Yednist Plysky 2
- 우크라이나 풋볼 아마추어 리그: 2009
- 우크라이나 풋볼 아마추어 리그: 러너업 2007